# Christopher Jones (Basketballspieler)
Christopher C. G. Jones (* 10. Dezember 1990 in Luxemburg (Stadt)) ist ein ehemaliger luxemburgischer Basketballspieler.

## Werdegang
2012 wechselte Jones vom BBC Amicale Steinsel zu den AB Contern. 2015 schloss er sich T71 Dudelange an. Das Fachmedium Eurobasket.com benannte Jones 2011/12 und 2013/14 als besten Verteidiger der luxemburgischen Liga.
Mitte Juni 2016 wurde Jones von Luxemburgs Anti-Doping-Agentur rückwirkend ab dem 15. April 2016 für neun Monate gesperrt. Im Rahmen eines Dopingtests waren Spuren des verbotenen Stoffes Carboxy-THC Jones festgestellt worden. Diese Probe hatte er bei einem Meisterschaftsspiel abgegeben.
Wegen der Dopingsperre und aus Verletzungsgründen kehrte Jones erst im Sommer 2019 in den Leistungssport zurück und wurde Mitglied des Zweitligisten BBC Gréngewald Hueschtert. 2020 ging er mit seinem Wechsel zum BBC US Heffingen in die erste luxemburgische Liga zurück.
Jones war Mitglied der luxemburgischen Nationalmannschaft, mit der er 2013 die Silbermedaille bei der Europameisterschaft der kleinen Staaten holte.
Sein Vater Allen Jones wurde 1978 luxemburgischer Basketballmeister.